# Wallensteintage
Die Wallensteintage sind ein regelmäßig stattfindendes Volksfest in Stralsund. Es ist eines der größten historischen Volksfeste in Norddeutschland. Dabei wird jährlich an einem Juli-Wochenende mit einem historischen Volksfest samt Festumzug, Markttreiben und zahlreichen Veranstaltungen der Abwehr der Belagerung der Stadt Stralsund durch Wallenstein im Jahr 1628 gedacht.

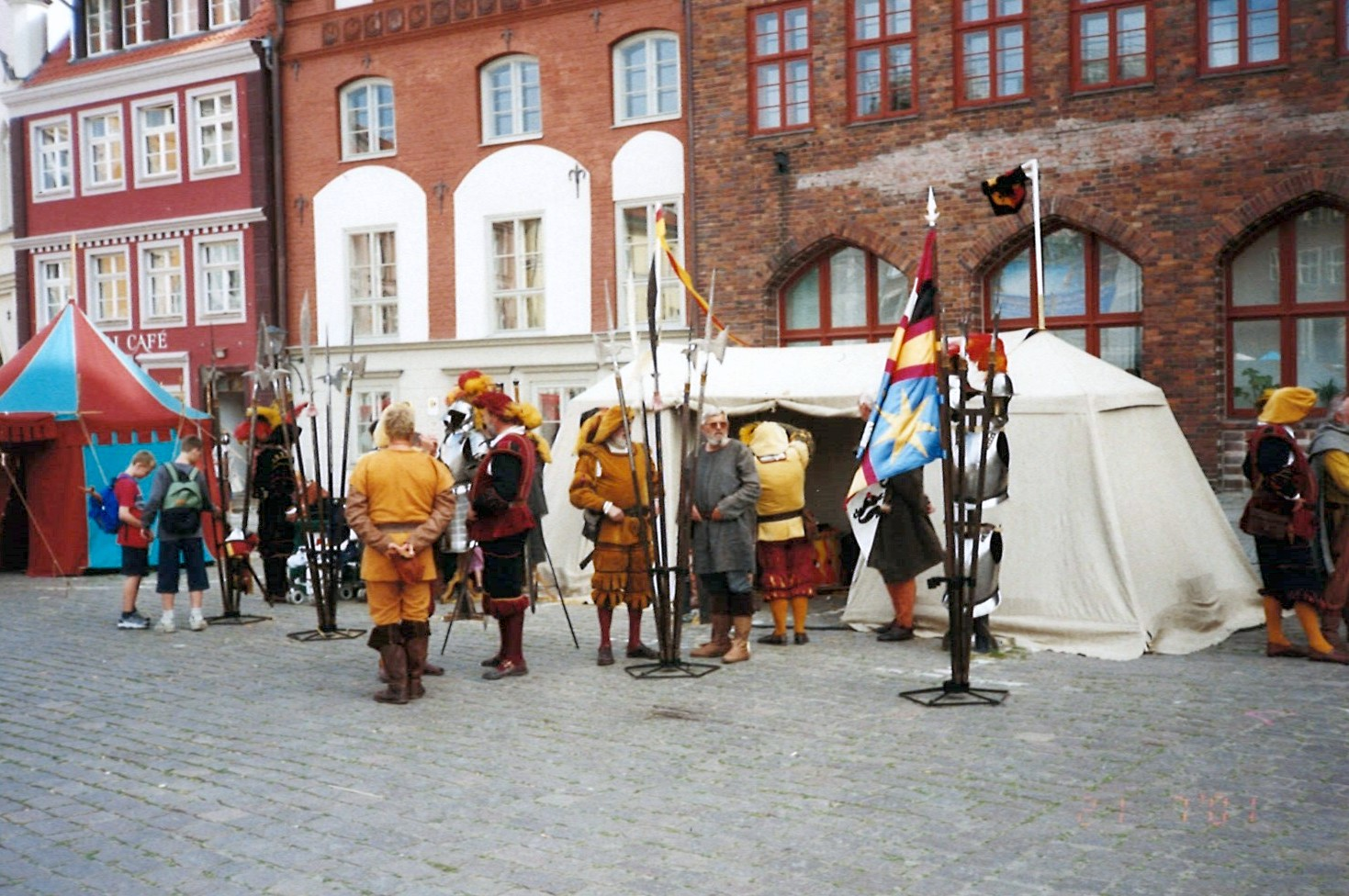
Bei den Wallensteintagen im Jahr 2001, auf dem Alten Markt

Das Fest wurde erstmals 1828 begangen und anschließend bis auf wenige Ausnahmen durchgängig bis 1943 gefeiert. Zu DDR-Zeiten wurde diese Tradition nicht fortgeführt. Seit 1991 findet es wieder jährlich statt.
Das historische Fest beginnt traditionell mit dem Hohnblasen: Nach dem Abzug Wallensteins sollen einer Legende nach von den Stadtmauern Bläser dem kaiserlichen Feldherrn höhnische Lieder gewidmet haben.
Das Fest wird dann durch die historische Person des Lambert Steinwich, der Bürgermeister während der Belagerung war, eröffnet. Zuvor zieht ein Festzug in historischen Kostümen durch die Altstadt Stralsunds zum Alten Markt.
Auf dem Alten Markt findet ein Markttreiben nach historischen Vorbildern statt. Von hier boten bis 2008 Händler entlang der Straßen zum Neuen Markt ihre Waren an. Auf dem Neuen Markt luden Fahrgeschäfte ein. Spektakel auf der Hafeninsel boten weitere Unterhaltung. Seit 2009 findet das Fest hauptsächlich am Alten Markt, an der Semlower Straße, der Fährstraße und am Hafen statt.